# Lanciotto Campi Bisenzio
L'Associazione Sportiva Dilettantistica Lanciotto Campi VSD, comunemente chiamata ASD Lanciotto, è la squadra di calcio di Campi Bisenzio.

## Storia
La società è nata con la sua denominazione attuale il 23 giugno 2005 dalla fusione tra due società calcistiche della cittadina: l'A.C. Lanciotto e l'A.S. Campi Bisenzio, entrambe partecipanti ai campionati dilettantistici toscani.
Il club vince la Promozione Toscana 2009-2010 e poi nel 2011, da neopromossa, la squadra vince il girone B dell'Eccellenza Toscana ed ottiene la promozione in Serie D. 
Dopo una serie di difficoltà economiche e sportive che coincidono con tre retrocessioni consecutive, nel luglio 2019 la ASD Lanciotto cambia assetto societario salutando lo storico presidente Nello Bini che come ultimo regalo lascia in dote a Campi Bisenzio la vittoria della Coppa Toscana di Prima Categoria che permette alla squadra di partecipare al campionato di Promozione nella stagione 2019/2020.

### Le origini

#### Associazione Calcio Lanciotto
Venne fondata nel 1944 dopo la liberazione della Toscana dal nazi-fascismo. Prese il nome da Lanciotto Ballerini, noto partigiano morto pochi mesi prima e nativo della cittadina.
Il primo presidente e fondatore della società fu Corrado Landi.
Al suo primo campionato disputato (Prima Divisione regionale), la squadra centra già la Promozione in Serie C, che però a quei tempi era diventata "elefantiaca" (ben 18 gironi), a tal punto che alcuni quotidiani la definirono provocatoriamente "Serie C Regionale". Il primo anno ottenne la salvezza, e nel campionato successivo la riduzione dei quadri della Serie C da 18 gironi a soli 4 (inizialmente addirittura tre, poi le conseguenze del Caso Napoli provocarono la creazione di un quarto girone) rese quasi impossibile la salvezza: per venire ammessa alla nuova Serie C avrebbe dovuto piazzarsi almeno seconda, mentre per accedere al nuovo campionato di Promozione Interregionale avrebbe dovuto piazzarsi tra le prime 11; arrivò invece solo 15°, retrocedendo addirittura in Prima Divisione (una doppia retrocessione). In estate, tuttavia, il Lanciotto fu riammesso in Promozione a rimpiazzo delle società emiliane rinunciatarie del girone L.
Inserito nel Girone H della nuova categoria, il Lanciotto si piazzò dapprima quinto, poi, ulteriormente rinforzatosi, lottò per la promozione in Serie C già l'anno successivo, in cui si classificò secondo nel proprio girone, anche se ben sei punti lo separavano dalla prima classificata. Nella stagione 1950-51, dopo una lotta accesa con la Sangiovannese, arrivò infine la promozione in Serie C: le due squadre conclusero il campionato entrambe in testa alla classifica e fu dunque necessario uno spareggio, disputatosi a Firenze il 29 giugno 1951, nel quale prevalse il Lanciotto per 2-0.
Una nuova riforma dei campionati beffò però la società toscana: il Lodo Barassi decretò infatti che dalla stagione 1952-53 la Serie C, che all'epoca era a quattro gironi, sarebbe stata a girone unico, e ciò avrebbe significato che per salvarsi il Lanciotto avrebbe dovuto piazzarsi almeno terzo, oppure classificarsi quarto e vincere gli spareggi salvezza tra le quattro quarte classificate che mettevano in palio ulteriori due posti per la nuova Serie C a girone unico. Il Lanciotto, fin dall'inizio tagliato dalla lotta salvezza (che praticamente coinvolgeva anche le squadre coinvolte per la promozione in Serie B visto il netto taglio delle partecipanti), si piazzò solo 15°, venendo condannato alla retrocessione in IV Serie.
Nei due anni successivi avvennero altre due retrocessioni consecutive, dapprima in Promozione Toscana e poi in Prima Divisione Toscana.
Negli anni 60 la squadra militò in Prima Divisione.

#### Associazione Sportiva Campi Bisenzio
Fu fondata nel 1969 e il primo presidente fu Giuseppe Querci, con al suo fianco Loris Mazzanti come segretario. I colori sociali erano il giallo e il blu. Gli anni dei maggiori successi del sodalizio furono i primi anni Duemila con la partecipazione al campionato di Eccellenza Toscana.
Presidenti
Dal 23/06/2005 al 01/07/2019: Nello Bini
Dal 01/07/2019 al 31/12/2024: Giancarlo Cerbai
Dal 01/01/2025: Maurizio Novelli